# Исхакзай, Гуль Ага
Гуль Ага Исхакзай (пушту ګل آغا اسحاق‌زی‎; род. 1972), также известный как мулла Хидаятулла Бадри (пушту ملا هدایت الله بدري‎ [hɪdajatʊˈlɑ baˈdri]) — министр финансов Исламского Эмирата Афганистан с 24 августа 2021 года.

## Биография
Родился в городе Банд-и-Тимур, округе Майванд, провинция Кандагар . Он принадлежит к племени Исхакзай и был другом детства основателя талибов муллы Мохаммеда Омара. Он также был известен как Мулла Гул Ага, Мулла Гул Ага Ахунд, Хидаятулла, Хаджи Хидаятулла, Хаядатулла.

## Роль в Талибане
В период повстанческого движения Ага возглавлял финансовую комиссию талибов. Его роль в организации «Талибан» заключалась в сборе налогов в провинции Белуджистан в Пакистане. Он организовывал финансирование терактов террористов-смертников в Кандагаре, Афганистан, а также боевиков Талибана и их семей. У него также есть связи с родственной сетью Хаккани в ряде стран и международных организаций; включая Соединенные Штаты, Организацию Объединённых Наций и Европейский союз, ввели санкции против него и его сообщников в рамках мер по борьбе с финансированием терроризма.
Он был давним соратником Мохаммеда Омара; он был главным финансовым директором Омара и одним из его ближайших советников, живя с ним в президентском дворце во время первого режима талибов.
В середине 2013 года он был назначен главой Финансовой комиссии талибов. Согласно отчёту Совета Безопасности ООН в январе 2015 года, Ага вместе с другими членами Кветта Шуры проявил заинтересованность в возобновлении мирных переговоров с афганским правительством.
C 24 августа 2021 года — исполняющий обязанности министра финансов Исламского Эмирата Афганистан.